# Єгоров Роман Миколайович
Роман Миколайович Єгоров (рос. Рома́н Никола́евич Его́ров нар. 25 січня, 1974, Ленінград, Російська РФСР) — російський плавець, дворазовий срібний призер Олімпійських ігор 1996 року, дворазовий чемпіон Європи, призер чемпіонатів світу та Європи.

## Біографія
Роман Євгоров народився 25 січня 1974 року в місті Ленінград. Тренувався під керівництвом Михайло Гореліка.
Найкращі результати спортсмен демонстрував, виступаючи в естафетних запливах. Першого успіху він добився у 1995 році, коли став чемпіоном Європи в естафеті 4x100 метрів вільним стилем. Через два роки він повторив цей результат. Вдалі виступи дали спортсмену можливість представити збірну Росії на Олімпійських іграх 1996 року в Атланті. В естафеті 4x100 метрів вільним стилем Єгоров допоміг команді вийти у фінал (у кваліфікації посіли п'яте місце), де з партнерами зумів стати срібними призерами змагань. Окрім цього плавець взяв участь у запливах комплексної естафети 4x100 метрів. Тут він виступив лише у кваліфікаційних запливах (команда Росії посіла п'яте місце). У склад на фінальний заплив Єгоров не потрапив, але без нього збірна Росії стала срібними призерами, що означало срібну нагороду і для спортсмена.
У 1998 році здобув бронзову медаль чемпіонату світу в естафеті 4x100 метрів вільним стилем.
Випускник Санкт-Петербузького коледжу олімпійського резерву № 1.

## Виступи на Олімпіадах
| Олімпіада    | Дисципліна             | Місце |
| ------------ | ---------------------- | ----- |
| Атланта 1996 | 4x100 м вільним стилем | 2     |
| Атланта 1996 | 4x100 м комплексом     | 2     |